# Botta e risposta (film)
Botta e risposta è un film del 1950, diretto da Mario Soldati.
Il film è tratto dalla popolare trasmissione radiofonica RAI di varietà e indovinelli a premi condotta da Silvio Gigli negli anni precedenti e successivi.

## Trama
Pasquale parte da Parigi per Roma per portare all'attrice Suzy Delair un vestito ordinato per telefono. Sullo stesso treno si trova Filippo, un imbianchino. Nel vagone ristorante Pasquale incontra Cleo, una ladra internazionale, che riesce a rubare il prezioso vestito. Arrivato a Roma, il disperato Pasquale chiede aiuto al Mago di Napoli, che si trova nell'albergo, dove, Silvio Gigli, che sta trasmettendo la popolare trasmissione radiofonica Botta e Risposta, scopre Cleo, la quale corre dal Mago di Napoli per farsi curare la sua cleptomania con l'ipnosi.
Nella stanza del mago si trova Filippo, incaricato di riverniciare la stanza e scambiato per il Mago. Arriva la Polizia, che perquisisce la stanza di Cleo, ma non trova il vestito, che però sarà ritrovato in tempo utile per essere consegnato, da Pasquale, alla legittima proprietaria.

## Incassi
Incasso accertato a tutto il 31 dicembre 1952 Lit. 288.000.000